# Cognitieve revalidatie

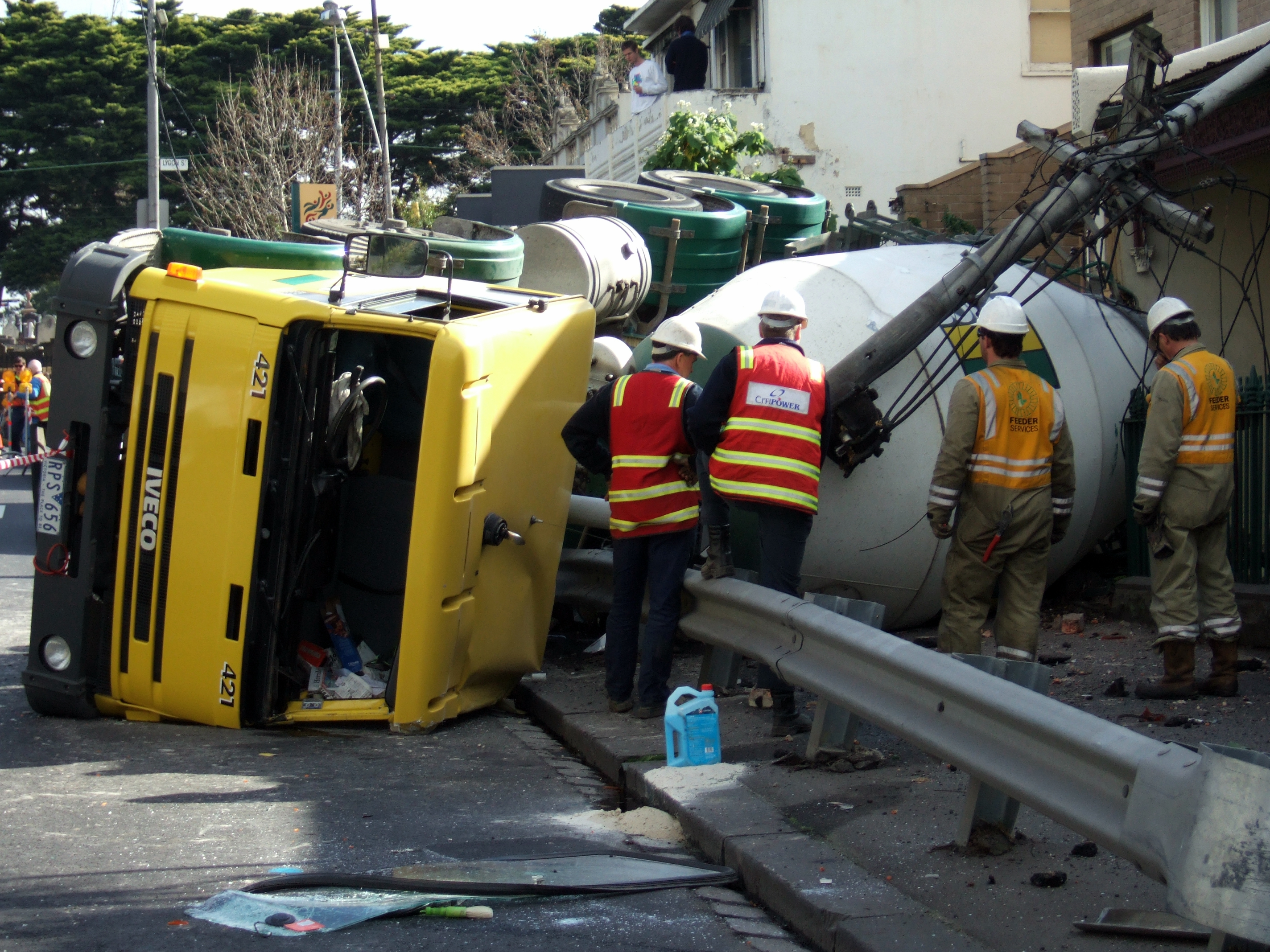
Onder andere verkeersongevallen zijn oorzaken van cognitieve trauma's

Cognitieve revalidatie, onderdeel van neuropsychologische revalidatie, heeft tot doel patiënten met cognitieve problemen, als gevolg van hersenletsel, te helpen. Veel van deze patiënten hebben beroertes en traumatisch hersenletsel opgelopen, waardoor het functioneren in het professionele en dagelijks leven schade is berokkend. Door middel van psycho-educatie, omgevingsaanpassingen en trainingen wordt geprobeerd de cognitieve stoornissen ten gevolge van hersenletsel tegen te gaan of te verlichten.
Dit vakgebied heeft vooral na de Tweede Wereldoorlog een grote vlucht genomen, doordat vele veteranen kampten met hersenletsel. Onderzoek en behandeling gebeurde onder andere in de Verenigde Staten door Kurt Goldstein, in de Sovjet-Unie door Aleksandr Loeria en in het Verenigd Koninkrijk aan de Universiteit van Oxford. Later werden slachtoffers van verkeersongevallen de belangrijkste doelgroep.

## Doel
Het doel van de behandeling is sterk afhankelijk van de betreffende patiënt. Soms is het doel, het leven van de patiënt van voor het hersenletsel weer op te nemen. 
Vaak is dit niet haalbaar en wordt geprobeerd de patiënt weer in staat te stellen, een onafhankelijk leven te leiden. Als dit laatste scenario ook niet haalbaar is, is het doel de patiënt en zijn naasten te leren omgaan met de gevolgen op lichamelijk, geestelijk en sociaal gebied. 
De cognitieve revalidatie richt zich op hersenletselpatiënten met de volgende stoornissen:
- Geheugenproblemen
- Taalstoornissen
- Dysexecutief syndroom
- Apraxie
- Neglect
- Hemianopsie

## Holistischebenadering
Hersenletsel heeft invloed op cognitie, emotie, gedrag en het sociale leven van de patiënt. De psychosociale gevolgen veroorzaken de meeste problemen. Deze kunnen holistisch benaderd worden, waarbij de behandeling zich ook richt op de subjectieve beleving van het letsel. Bij deze benadering wordt niet alleen cognitieve training aangeboden, maar wordt ook de directe omgeving van de patiënt bij de behandeling betrokken en krijgen de patiënt en de aanverwanten psychotherapie.

## Behandeling bijgeheugenproblemen
Door hersenletsel kunnen problemen optreden in één of meerdere deelgebieden van het geheugen. Als de patiënt voldoende inzicht heeft in zijn eigen ziekteproces en als deze gemotiveerd is, kan er behandeling plaatsvinden. Hierbij zijn vijf mogelijkheden:
- herhaald oefenen. Dit lijkt de meest logische methode. Een aantal specifieke dingen, zoals het onthouden van namen of draaien in bed, kunnen hierdoor geleerd worden. Echter, slechts de geleerde vaardigheid verbetert, maar dit gaat niet gepaard met verbeteringen van andere aspecten van geheugenproblemen.
- externe hulpmiddelen. De patiënt wordt aangeleerd een agenda, dagboek of mobiele telefoon te gebruiken.
- compensatiestrategieën. Via een omweg worden, door middel van hersenfuncties die geen schade hebben ondervonden, geheugenfuncties aangeleerd.
- cognitieve strategieën
  - mnemotechniek
  - strategieën van de functieleer
- psycho-educatie. Dit heeft als hoofddoel zorgen over de geheugenproblemen te verminderen. Hierbij gaat het om kennisvergroting en om acceptatie van het mindere geheugen.